# Arhitectura Greciei antice
Arhitectura greacă deține o valoare excepțională datorită frumuseții și rafinamentului evidente în structurile sale. Aceasta servește ca un precursor pentru tradițiile arhitecturale din Europa de Vest, influențând numeroase elemente arhitecturale din întreaga lume. În timp ce stilurile anterioare, precum cele egiptean, asirian și persan, au scăzut în popularitate, arhitectura greacă rămâne actuală, cu caracteristici și principii încă în uz.
Arhitecții greci au ales cu atenție și au perfecționat designurile lor, acordând o atenție deosebită esteticii exterioare. Templul, o formă arhitecturală cheie, era distinct în accentul său asupra aspectului exterior. Spre deosebire de templele egiptene ascunse în spatele zidurilor, templele grecești îi invitau pe toți să admire exteriorul lor, expunând sculpturi și caracteristici impresionante.
Treistiluri arhitecturale principale, cunoscute sub numele de ordine, definesc arhitectura greacă: Doric, Ionic și Corinthian. Fiecare prezintă proporții, profile și ornamentații unice, în timp ce împărtășesc elemente arhitecturale fundamentale. Coloanele și entablaturile, caracteristicile proeminente ale acestor clădiri, servesc ca markeri de distingere pentru fiecare ordin.
Originea arhitecturii grecești este într-o oarecare măsură obscură, cu influențe din Egipt, Asiria, Persia și construcții timpurii din lemn. Cu toate că au dispărut exemplele timpurii, moștenirea arhitecturală greacă supraviețuiește, cu un impact profund în continuare.